# François-Joseph Fétis
François-Joseph Fétis (Mons, 25 de março de 1784 – Bruxelas, 26 de março de 1871) foi um musicólogo, maestro, professor, compositor, historiador e crítico musical belga.
Foi um dos mais influentes críticos de música do século XIX, e seu vasto compêndio biográfico Biographie universelle des musiciens (1834) permanece até hoje uma obra de referência. Embora em muitas de suas opiniões fosse um conservador, quando não reacionário, teve o mérito de, ao contrário da tendência de seu tempo, não considerar a história da música um processo cumulativo em direção a uma suposta perfeição presente, e despiu seus estudos de visões eurocêntricas.